# Хоррамдарре
Хоррамдарре́, или Хуррамдарре́, или Хуррамдарре́х, или Хуррам-Дарре (перс. صائين قلعه‎) — город на северо-западе Ирана, в провинции Зенджан. Административный центр шахрестана Хоррамдарре. Третий по численности населения город провинции.

## География
Город находится в восточной части Зенджана, в горной местности, на высоте 1568 метров над уровнем моря.
Хоррамдарре расположен на расстоянии приблизительно 77 километров к юго-востоку от Зенджана, административного центра провинции и на расстоянии 190 километров к западу-северо-западу (WNW) от Тегерана, столицы страны.

## Население
По данным последней официальной переписи 2006 года, население составляло 48 055 человек.
| 1986   | 1991   | 1996   | 2006   | 2012   |
| ------ | ------ | ------ | ------ | ------ |
| 28 320 | 34 271 | 39 094 | 48 055 | 51 654 |

## Транспорт
К востоку от Хоррамдарре пролегает автомагистраль, соединяющая Тебриз со столицей страны. Ближайший аэропорт расположен в городе Казвин.